# Величкович, Боян
Боян Величкович (серб. Бојан Величковић / Bojan Veličković; род. 18 декабря 1988, Нови-Сад) — сербский боец смешанного стиля, представитель средней и полусредней весовых категорий. Выступает на профессиональном уровне начиная с 2010 года, известен прежде всего по участию в турнирах бойцовской организации UFC, владел титулами чемпиона по версиям организаций Tesla FC и RFA.

## Биография
Боян Величкович родился 18 декабря 1988 года в городе Нови-Сад автономного края Воеводина, Социалистическая Федеративная Республика Югославия (ныне Сербия). В возрасте десяти лет начал заниматься дзюдо, в четырнадцать лет перешёл в тайский бокс — одержал в муай-тай 14 побед и потерпел два поражения. В 22 года приступил к освоению бразильского джиу-джитсу и ММА — некоторое время выступал среди любителей, в частности, становился чемпионом мира по смешанным единоборствам по версии FILA.

### Начало профессиональной карьеры
Дебютировал в смешанных единоборствах на профессиональном уровне в августе 2010 года в рамках бойцовского реалити-шоу Road to the Ring of Fire, где победил всех четверых предложенных ему соперников. В дальнейшем выступал в промоушене Tesla FC, завоевав в конечном счёте титул чемпиона в среднем весе. Также был претендентом на титул чемпиона WFC, но раздельным решением судей проиграл Светлозару Савову, потерпев тем самым первое поражение в профессиональной карьере.
В апреле 2013 года встретился с известным польским бойцом Кшиштофом Йотко, проиграл ему решением большинства судей.
В период 2014—2016 годов успешно выступал в США, в частности, представлял организацию Resurrection Fighting Alliance, где был чемпионом в полусредней весовой категории.

### Ultimate Fighting Championship
Имея в послужном списке 13 побед и только три поражения, Величкович привлёк к себе внимание крупнейшей бойцовской организации мира Ultimate Fighting Championship и в 2016 году подписал с ней долгосрочный контракт, при этом он начал тренироваться в зале Elevation Fight Team в Денвере, Колорадо.
Впервые вышел в октагон UFC уже в апреле, выиграв единогласным судейским решением у итальянца Алессио ди Кирико. Следующий его поединок, против американца Майкла Грейвза, тоже продлился всё отведённое время и закончился ничьей, зафиксированной решением большинства судей. Затем раздельным решением уступил российскому самбисту Султану Алиеву.
2017 год начал с победы нокаутом над шведом Нико Мусоке, заработав бонус за лучшее выступление вечера. Однако затем в его карьере последовали два поражения — по очкам от Даррена Тилла и Джейка Мэттьюза. На этих двух поражениях его сотрудничество с организацией подошло к концу.

## Статистика в профессиональном ММА
| Боёв 26  | Побед 15 | Поражений 10 |
| -------- | -------- | ------------ |
| Нокаутом | 4        | 1            |
| Сдачей   | 8        | 0            |
| Решением | 3        | 9            |
| Ничьи    | 1        | 1            |

| Результат | Рекорд  | Соперник               | Способ                    | Турнир                                   | Дата            | Раунд | Время | Место                 | Примечание                                                                           |
| --------- | ------- | ---------------------- | ------------------------- | ---------------------------------------- | --------------- | ----- | ----- | --------------------- | ------------------------------------------------------------------------------------ |
| Поражение | 16-10-2 | Жуан Зеферину          | Единогласное решение      | PFL 4                                    | 11 июля 2019    | 3     | 5:00  | Атлантик-Сити, США    |                                                                                      |
| Поражение | 16-9-2  | Хандессон Феррейра     | Единогласное решение      | PFL 12                                   | 9 мая 2019      | 3     | 5:00  | Юниондейл, США        |                                                                                      |
| Поражение | 16-8-2  | Магомед Магомедкеримов | TKO (удары руками)        | PFL 10                                   | 20 октября 2018 | 2     | 3:13  | Вашингтон, США        | Полуфинал PFL 2018 в полусреднем весе.                                               |
| Ничья     | 16-7-2  | Абубакар Нурмагомедов  | Единогласное решение      | PFL 10                                   | 20 октября 2018 | 2     | 5:00  | Вашингтон, США        | Четвертьфинал PFL 2018 в полусреднем весе. Прошёл дальше из-за травмы Нурмагомедова. |
| Поражение | 16-7-1  | Магомед Магомедкеримов | Единогласное решение      | PFL 6                                    | 16 августа 2018 | 3     | 5:00  | Атлантик-Сити, США    |                                                                                      |
| Победа    | 16-6-1  | Джонатан Уэстин        | TKO (удары руками)        | PFL 3                                    | 5 июля 2018     | 2     | 2:50  | Вашингтон, США        |                                                                                      |
| Поражение | 15-6-1  | Джейк Мэттьюз          | Раздельное решение        | UFC Fight Night: Werdum vs. Tybura       | 19 ноября 2017  | 3     | 5:00  | Сидней, Австралия     |                                                                                      |
| Поражение | 15-5-1  | Даррен Тилл            | Единогласное решение      | UFC Fight Night: Volkov vs. Struve       | 2 сентября 2017 | 3     | 5:00  | Роттердам, Нидерланды |                                                                                      |
| Победа    | 15-4-1  | Нико Мусоке            | KO (удары руками)         | UFC Fight Night: Gustafsson vs. Teixeira | 28 мая 2017     | 3     | 4:37  | Стокгольм, Швеция     | Выступление вечера.                                                                  |
| Поражение | 14-4-1  | Султан Алиев           | Раздельное решение        | UFC on Fox: VanZant vs. Waterson         | 17 декабря 2016 | 3     | 5:00  | Сакраменто, США       |                                                                                      |
| Ничья     | 14-3-1  | Майкл Грейвз           | Решение большинства       | UFC 201                                  | 30 июля 2016    | 3     | 5:00  | Атланта, США          |                                                                                      |
| Победа    | 14-3    | Алессио ди Кирико      | Единогласное решение      | UFC Fight Night: Rothwell vs. dos Santos | 10 апреля 2016  | 3     | 5:00  | Загреб, Хорватия      | Бой в среднем весе.                                                                  |
| Победа    | 13-3    | Бенджамин Смит         | Сдача (гильотина)         | RFA 34: Veličković vs. Smith             | 15 января 2016  | 3     | 1:51  | Брумфилд, США         | Выиграл вакантный титул чемпиона RFA в полусреднем весе.                             |
| Победа    | 12-3    | Вардан Шолинян         | Единогласное решение      | RFA 31: Smith vs. Marunde                | 9 октября 2015  | 3     | 5:00  | Лас-Вегас, США        | Бой в промежуточном весе 79,4 кг.                                                    |
| Победа    | 11-3    | Чарльз Бёрд            | Единогласное решение      | AXS TV Fights: RFA vs. Legacy Superfight | 8 мая 2015      | 3     | 5:00  | Робинсонвилл, США     |                                                                                      |
| Победа    | 10-3    | Крис Хью               | TKO (удары руками)        | RFA 24: Smith vs. Romero                 | 6 марта 2015    | 1     | 4:40  | Прайор-Лейк, США      |                                                                                      |
| Поражение | 9-3     | Гилберт Смит           | Решение большинства       | RFA 20: Sanders vs. Mercado              | 7 ноября 2014   | 3     | 5:00  | Брумфилд, США         | Дебют в полусреднем весе.                                                            |
| Победа    | 9-2     | Николай Алексахин      | Сдача (гильотина)         | Tesla FC 4                               | 14 июня 2014    | 2     | 2:35  | Панчево, Сербия       | Выиграл титул чемпиона TFC в среднем весе.                                           |
| Поражение | 8-2     | Кшиштоф Йотко          | Решение большинства       | MMA Attack 3                             | 27 апреля 2013  | 3     | 5:00  | Катовице, Польша      |                                                                                      |
| Победа    | 8-1     | Томаш Кужела           | Сдача (удушение сзади)    | MMA Attack 3                             | 28 декабря 2012 | 2     | -     | Прага, Чехия          |                                                                                      |
| Победа    | 7-1     | Иржи Прохазка          | TKO (удары руками)        | Supreme FC 1: Balkan Fighter Night       | 9 декабря 2012  | 1     | -     | Белград, Сербия       |                                                                                      |
| Поражение | 6-1     | Светлозар Савов        | Раздельное решение        | WFC 17 — Olimp: Live & Fight             | 21 октября 2012 | 3     | -     | Любляна, Словения     | Бой за титул чемпиона WFC в среднем весе.                                            |
| Победа    | 6-0     | Марко Лукачич          | Сдача (удушение сзади)    | Tesla FC 2                               | 24 декабря 2011 | 1     | -     | Белград, Сербия       |                                                                                      |
| Победа    | 5-0     | Джейсон Ли             | KO (удары руками)         | Ring of Fire 41: Bragging Rights         | 20 августа 2011 | 1     | 1:39  | Брумфилд, США         |                                                                                      |
| Победа    | 4-0     | Неманя Уверич          | Сдача (гильотина)         | Tesla FC 1                               | 19 июня 2011    | 2     | -     | Белград, Сербия       |                                                                                      |
| Победа    | 3-0     | Светислав Николаев     | Сдача (рычаг локтя)       | Tesla FC 1                               | 19 июня 2011    | 2     | -     | Белград, Сербия       |                                                                                      |
| Победа    | 2-0     | Марко Игнятович        | Сдача (скручивание пятки) | Ring of Fire Europe 2/3                  | 28 августа 2010 | 1     | 2:57  | Суботица, Сербия      |                                                                                      |
| Победа    | 1-0     | Владимир Йованович     | Сдача (рычаг локтя)       | Ring of Fire Europe 2/3                  | 28 августа 2010 | 1     | 3:59  | Суботица, Сербия      |                                                                                      |